# Ruon Tongyik
Ruon Tongyik (Daga Post, 28 de diciembre de 1996) es un futbolista sursudanés, nacionalizado australiano, que juega en la demarcación de defensa para el Western Sydney Wanderers FC de la A-League.

## Selección nacional
Hizo su debut con la selección de fútbol de Australia el 7 de junio de 2021 en un partido de clasificación para la Copa Mundial de Fútbol de 2022 contra China Taipéi que finalizó con un resultado de 5-1 a favor del combinado australiano tras el gol de Gao Wei-jie para Taiwán, y de Trent Sainsbury, Harry Souttar, Jamie Maclaren y un doblete de Mitchell Duke para Australia.

## Clubes
| Club                         | País      | Año       | Partidos | Goles |
| ---------------------------- | --------- | --------- | -------- | ----- |
| Adelaide Olympic FC          | Australia | 2013      | 28       | 0     |
| Adelaide United FC Youth     | Australia | 2014-2016 | 28       | 0     |
| Adelaide United FC           | Australia | 2015-2016 | 0        | 0     |
| Melbourne City FC            | Australia | 2016-2018 | 17       | 0     |
| Western Sydney Wanderers FC  | Australia | 2018-2019 | 2        | 0     |
| Brisbane Roar FC             | Australia | 2019      | 8        | 0     |
| Central Coast Mariners FC    | Australia | 2019-2022 | 42       | 1     |
| Western Sydney Wanderers FC  | Australia | 2022-2023 | 5        | 0     |
| Sanat Mes Kerman FC (cedido) | Irán      | 2023      | 9        | 1     |
| Western Sydney Wanderers FC  | Australia | 2023-     |          |       |